# Stacking (Netzwerktechnik)
Stacking (vom englischen stacking für „Stapeln“ oder „(Auf-)Schichten“) bezeichnet die Verbindung von zwei oder mehr Netzwerkweichen über einen internen (stapelbaren) Datenbus. Dies hat neben der hohen Portdichte den stapeltypischen Vorteil, dass die miteinander verbundenen Geräte nach außen hin als eine Systemeinheit mit nur einer IP-Adresse sicht- und wartbar sind. Das heißt, die Tatsache, dass hier mehrere Einheiten ihre Arbeit verrichten, ist – abgesehen vom Leistungsgewinn – für den Nutzer intransparent. So verbundene Geräte können über den internen Bus so gestapelt werden, dass Uplinks für die Nutzdaten – also Verbindungen zwischen den so gestapelten Weichen über Netzwerkkabel – überflüssig werden. Derartige Verbindungen sind in der Regel breitbandiger als einzelne Verbindungen über Lichtwellenleiter oder sonstige Netzwerkkabel, bei denen lediglich eine einzelne Punkt-zu-Punkt-Verbindung – ohne dazwischengeschaltetem (allgemeinen) Stapelspeicher oder (speziellen) Protokollstapel – genutzt wird.